# Глигор Стойковски
Глигор Стойковски (на македонска литературна норма: Глигор Стојковски) е северномакедонски журналист, публицист и поет.

## Биография
Глигор Стойковски е роден на 7 август 1952 година в гостиварското село Вълковия, тогава във Федеративна народна република Югославия, днес в Северна Македония. Завършва югославска книжовност във Филологическия факултет на Скопския университет. Работи като новинар и редактор на културния отдел във вестницик „Нова Македония“ от 1976 до 1999 година, като от 1985 до 1998 година е редактор на притурката на вестника „Лик“. От 1999 до 2001 година е новинар в „Утрински Весник“, а от 2001 до 2007 година е главен редактор и изпълнителен директор на „Култура“.
Автор е на книги с поезия и публицистика. В 1997 година за книгата „Забравено око на небето“ („Заборавено око на небото“) печели наградата „Братя Миладиновци“. Превеждан е на английски, италиански, румънски, сръбски и хърватски и е адаптиран на книжовен български език.